# Le Mariage de mademoiselle Beulemans (film, 1927)
Pour les articles homonymes, voir Le Mariage de mademoiselle Beulemans (homonymie).
Pour plus de détails, voir Fiche technique et Distribution.
Le Mariage de mademoiselle Beulemans est un film français réalisé par Julien Duvivier d'après la pièce éponyme de Jean-François Fonson et Fernand Wicheler, sorti en 1927.

## Fiche technique
- Titre français : Le Mariage de mademoiselle Beulemans
- Réalisation : Julien Duvivier
- Scénario : Julien Duvivier d'après la pièce éponyme de Jean-François Fonson et Fernand Wicheler
- Photographie : René Guichard et Armand Thirard
- Production : Vandal & Delac
- Pays de production :  France
- Format : Noir et blanc - 1,33:1 - Film muet
- Genre : Comédie
- Date de sortie : 
  - France : 23 septembre 1927

## Distribution
- Andrée Brabant : Suzanne Beulemans
- Jean Dehelly : Albert Delpierre
- Gustave Libeau : M. Beulemans
- Dinah Valence : Mme Beulemans
- René Lefèvre : Seraphím Meulemeester
- Suzanne Christy : Anna
- Marcel Barencey : Meulemeester père
- Hubert Daix : Mortinax
- Jane Pierson
- Jean Diéner